# Liste der Kulturdenkmale in Leutenbach (Württemberg)

Wappen der Gemeinde Leutenbach

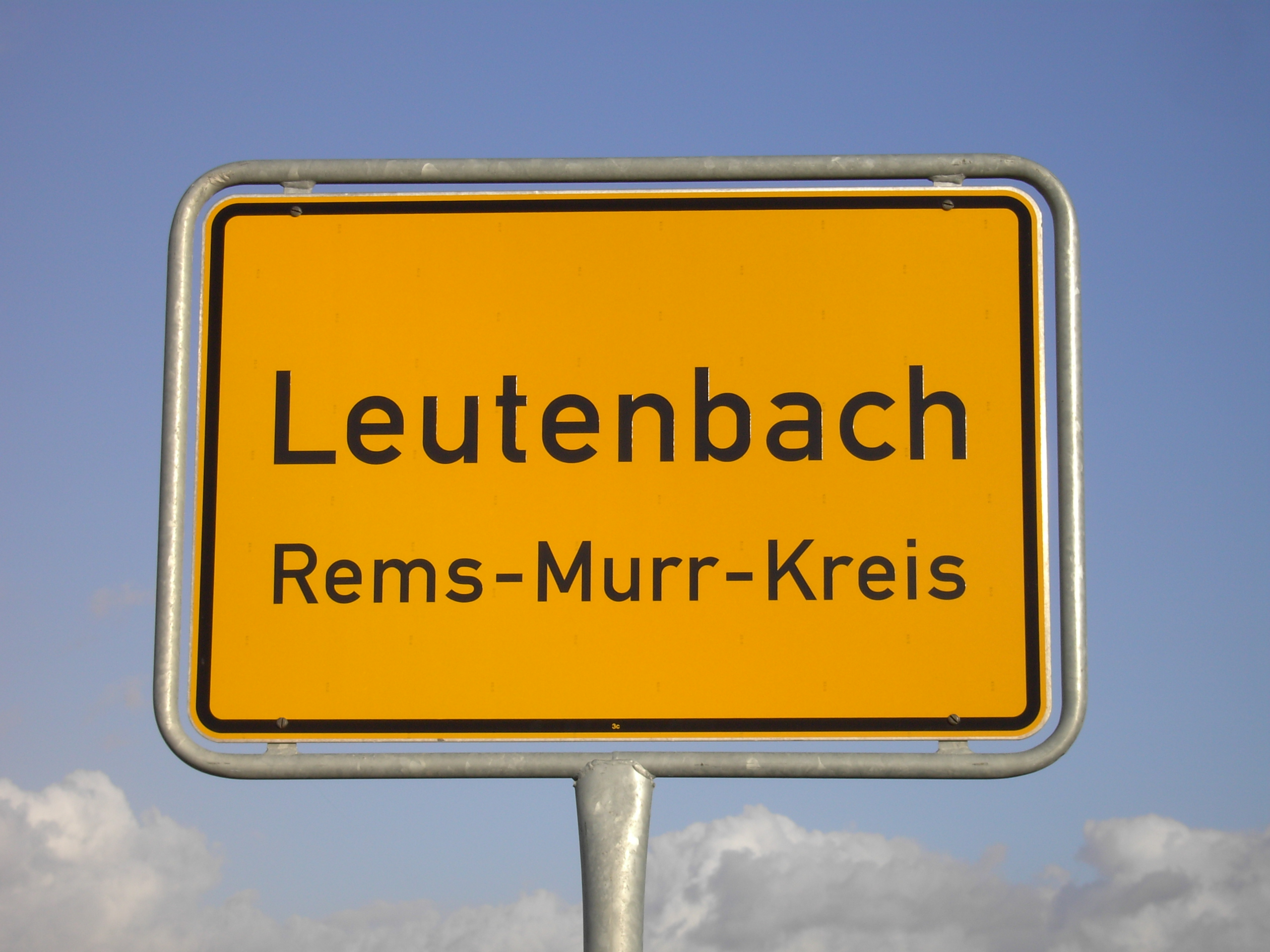
Ortsschild Leutenbach

In der Liste der Kulturdenkmale in Leutenbach (Württemberg) sind Bau- und Kunstdenkmale der Gemeinde Leutenbach verzeichnet. Die Übersicht enthält Kulturdenkmale von besonderer Bedeutung gemäß § 12 Denkmalschutzgesetz, die im Denkmalbuch eingetragen sind.
Die Liste wurde nach dem Flächennutzungsplan GVV Winnenden und Gemeinde Berglen – Erläuterungsbericht erstellt.
Stand dieser Liste ist der 29. Juni 2005 / 2. November 2005.
Diese Liste ist nicht rechtsverbindlich. Eine rechtsverbindliche Auskunft ist lediglich auf Anfrage bei der zuständigen Denkmalschutzbehörde erhältlich.

## Kulturdenkmale in Leutenbach
| Bild           | Bezeichnung                        | Lage                                                              | Datierung | Beschreibung | ID |
| -------------- | ---------------------------------- | ----------------------------------------------------------------- | --------- | --- | -- |
|                | abgegangenes Hochgericht           | Leutenbach, Flur Hochgericht                                      |           | An der Straße nach Affalterbach lag auf einer weithin sichtbaren Anhöhe das Hochgericht von Amt und Oberamt Winnenden, dessen Standort um 1680 belegt ist und bis in mittelalterliche Zeit zurückreichen dürfte. Geschützt nach § 2 DSchG                                    |    |
|                | Evangelisches Pfarrhaus            | Leutenbach-Weiler zum Stein, Friedrich-Köhnlein-Straße 18 (Karte) |           | In nordöstlicher Ortsrandlage, erhöht am Hang über dem Buchenbach stehende ev. Pfarrkirche (hochromanischer Chorseitenturm, spätgotischer Chor, Schiff 1456) mit Resten der Kirchhofmauer und ev. Pfarrhaus (1743 mit Erdgeschossteilen von 1589). Geschützt nach § 12 DSchG | BW |
| Weitere Bilder | Evangelische Pfarrkirche           | Leutenbach-Weiler zum Stein, Friedrich-Köhnlein-Straße 21 (Karte) |           | In nordöstlicher Ortsrandlage, erhöht am Hang über dem Buchenbach stehende ev. Pfarrkirche (hochromanischer Chorseitenturm, spätgotischer Chor, Schiff 1456) mit Resten der Kirchhofmauer und ev. Pfarrhaus (1743 mit Erdgeschossteilen von 1589). Geschützt nach § 12 DSchG |    |
|                | hallstattzeitliche Grabhügelgruppe | Leutenbach-Weiler zum Stein, Flur Brand                           |           | Nordöstlich des Ortes im Wald. Geschützt nach § 12 DSchG |    |